# افعی البیت
برای اینکه نیروهای ویژه، چشمی در صحنه‌های درگیری‌ها داشته باشند، شرکت اسرائیلی Elbit System اقدام به طراحی یک ربات خلاقانه کرده‌است که می‌تواند اقدامات نظارتی، شناسایی، جاسوسی و حتی درگیری انجام دهد.
این افعی کوچک جثه که تنها (با احتساب ماژول‌های قابل نصب) ۱۱٫۵ کیلوگرم وزن دارد، را یک فرد به راحتی می‌تواند در کولهٔ خود حمل کرده و آن را از فاصلهٔ امن ۷ کیلومتری کنترل کند.
طرح خلاقانهٔ این ربات، سیستم تحرّک آن است که متشکل از یک چرخ است که در واقع در دل خود دو بازوی متحرک برای تغییر حالت از حالت چرخ به حالت شنی را دارد و همچنین دو بازو که می‌تواند تکیه‌گاه این ربات برای حرکت در سطوح شیبدار و همچنین پله‌ها باشد.
کاربر در نقاطی که دارای زمین مسطح است و می‌تواند به راحتی ربات را از آن عبور دهد، آن را در حالت چرخ گذاشته و به هدایت آن می‌پردازد؛ اما هنگامی که به سطوح دارای پستی و بلندی و همچنین پله برسد، ربات را در حالت شنی گذاشته و با کمک بازوی متحرک اقدام به عبور از آن شیب‌ها کند. البته توصیه شده که در تمام حالات از شنی استفاده شود.
این ربات یک گوش و چشم عالی برای نیروهای ویژه‌است و حتی می‌توان از آن برای شکار یک فرد استفاده کرد. جایی که شاید نیروهای این رژیم جرأت رفتن به آنجا را نداشته باشند. در ضمن یکی از مهمترین مأموریتهای این ربات، شناسایی IED هاست.

## ماژول‌های قابل نصب
Observation Sight (دوربین نظارتی)
Microphone (میکروفون)
Night Vision (دوربین دید در شب)
Thermal Imaging Pad (دوربین حرارتی)
Explosive Sensor (سنسور شناسایی مواد منفجره جهت شناسایی IED)
Metal Sensor (سنسور فلزیاب جهت شناسایی جنگ‌افزار)
Chemical Sensor (سنسور شناسایی مواد شیمیایی)
Uzi Submachine Gun (مسلسل یوزی)
Explosive (مواد منفجره)